# Peace 135, Alberta
Peace 135, din provincia Alberta, Canada  este un district municipal situat central nordvest în Alberta. Districtul se află în Diviziunea de recensământ 19. El se întinde pe suprafața de 850.88 km2  și avea în anul 2011 o populație de 1,446 locuitori.
Cities Orașe
--
Towns Localități urbane
- Grimshaw

Villages Sate
- Berwyn

Summer villages Sate de vacanță
--
Hamlets, cătune
- Brownvale

Așezări
- Early Gardens
- Griffin Creek
- Last Lake
- Peace River Correctional Institution
- Rocky Ridge Estates
- Roma
- Roma Junction
- Shaftesbury Settlement

1. 1 2  Population and dwelling counts, for Canada, provinces and territories, and census subdivisions (municipalities), 2016 and 2011 censuses – 100% data (în engleză), 20 februarie 2019